# عملية المخلب-القفل
عملية المخلب-القفل هي عملية عسكرية جارية من قبل القوات المسلحة التركية في شمال العراق بالتحديد في محافظة دهوك ضد حزب العمال الكردستاني وهي جزء من الصراع التركي الكردي.